# Peter Mattei
Peter Mattei (født 3. juni 1965 i Piteå i Sverige) er en svensk baryton operasanger.
Mattei studerede i Stockholm ved Kungliga Musikhögskolan og Operahögskolan og sang i begyndelsen af 1990'erne på flere svenske scener. Han debuterede som Nardo i La Finta Giardiniera på Drottningholm Slotsteater i 1990. Mattei fik sit internationale gennembrud i 1994 som Don Giovanni i Mozarts opera af samme navn hos Scottish Opera i Glasgow. Siden har han medvirket i flere af de store barytonpartier på mange af verdens mest betydningsfulde scener og indspillet meget. Matteis debuterede på Metropolitan Opera i New York i 2002.
På operascenen forener Mattei sin kraftige og klangfulde baryton med et meget stærkt teatralsk nærvær. I 1990 modtog han Martin Öhman stipendiet. Mattei blev udnævnt i 2004 til hovsångare og blev i 2007 tildelt Lunds Studentsångförenings solistpris.